# Aiuruoca

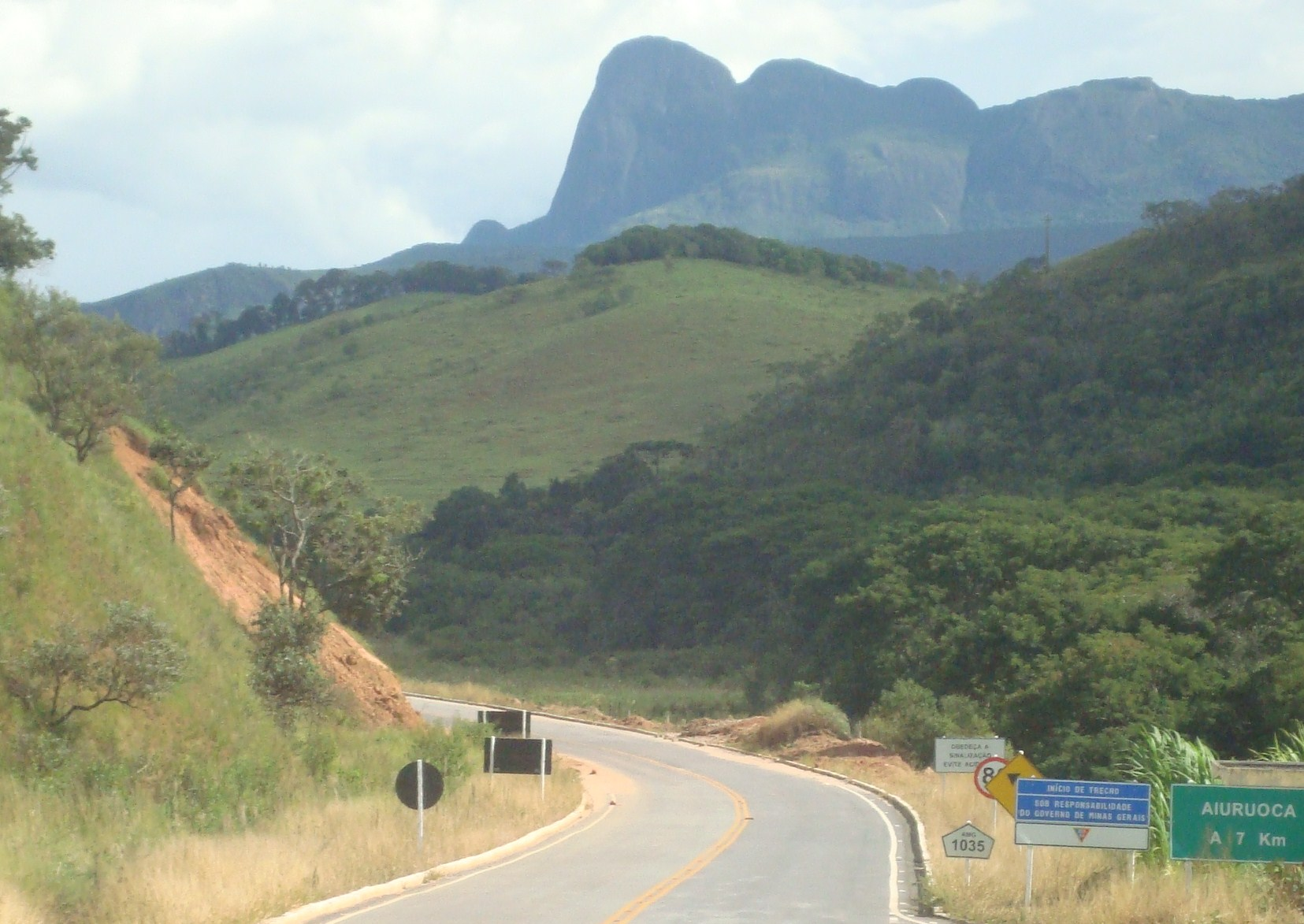
Trecho inicial da rodovia AMG-1035 no município de Aiuruoca, próximo ao entroncamento com a BR-267. Ao fundo o Pico do Papagaio

Aiuruoca é um município brasileiro do estado de Minas Gerais. Sua população recenseada em 2022 era de 6 233 habitantes. A sede do município está localizada a 989 metros de altitude, aos pés do Pico do Papagaio, montanha símbolo-mor da cidade numa região de topografia bastante acidentada.
Seu nome deriva do Tupi-Guarani e significa "Casa do Papagaio do peito roxo", através da junção das palavras aîuru ("papagaio do peito roxo") e oka ("casa").
Na década de 1920, imigrantes dinamarqueses nas áreas rurais de Aiuruoca lançaram as bases para a produção do queijo prato.

## História
Terra desbravada em 1692 pelo padre João de Faria Fialho, capelão dos bandeirantes, conforme descrição de Bento Pereira de Sousa Coutinho em carta ao governador-geral do Brasil, D. João de Lencastre, datada de 29 de julho de 1694. Abaixo, um trecho da carta:
| “ | De frente a Villa de Taubaté, dizia elle, quatro ou cinco dias de viagem se acha estar o Rio Sapucahi e descendo da direita da dicta villa para a de Guaratinguetá, tomando a estrada real do sertão 10 dias de jornada para a parte norte sobre o Monte de Amantiquira, quadrilheira do mesmo Sapucahi, achou o padre Vigário João de Faria, seu cunhado Antonio Gonçalves Viana, o Capitão Manoel de Borba e Pedro de Avos, vários ribeiros com pintas de ouro de muita conta: e das campinas da Amantiquira, cinco dias de jornada, correndo para o norte, estrada também geral do sertão, fica a serra da Boa Vista, d’onde começam os campos geraes até confinar com os da Bahia: e da Serra da Boa Vista até o Rio Grande são 15 dias de jornada cujas cabeceiras nascem na Serra Da Juruoca, defrente dos quaes serros até o Rio do Guanhanhães e em Monte de Ebitipoca tem 10 léguas pouco mais ou menos de circuito, toda essa planície com cascalho formado de safiras e de frente aos mesmos Serro da Juruoca para a parte da estrada caminho do oeste pouco mais ou menos esta distancias são muitos montes escalvados pelos campos e muitos rios... | ” |
| — Bento Pereira de Sousa Coutinho - em carta ao governador-geral do Brasil, D. João de Lencastre, 29 de julho de 1694 | |   |

Complementando a narrativa, o livro "Primeiros Descobridores das Minas do Ouro na Capitania de Minas Gerais" traz: "Assim se denominou um descobrimento, ao sul das minas de São João Del Rei, por alusão a um penedo cheio de orifícios, em que se aninhavam e se reproduziam os papagaios".
Vê-se, pelo exposto, que, antes da descoberta do Ribeirão do Carmo, hoje cidade de Mariana, em 1696, da cidade de Ouro Preto, em 1698, da criação da Capitania Independente de Minas, em 1720, da fundação da Cidade de Campanha, em 1737, o nome Aiuruoca ecoava como o voo do papagaio ajuru, pela história das minas do ouro.
Porém sua fundação oficial ocorreu em 1706 por João de Siqueira Afonso, taubateano, descobridor das Minas de Aiuruoca e fundador do arraial do mesmo nome, atraindo exploradores portugueses e paulistas. Logo fundado o arraial, recebeu em 1708, a patente de capitão-mor e superintendente das Minas de Aiuruoca e Ibitipoca o capitão Melchior Felix de reconhecida nobreza das principais famílias de Taubaté, sendo neto do fundador da mesma, e morador no distrito de Aiuruoca onde possuía roças e escravos.
Em 1711, Manoel Garcia de Oliveira improvisou uma Cavalaria na Aiuruoca e saiu em socorro da cidade do Rio de Janeiro, a qual sofria uma invasão comandada por franceses. Esta Cavalaria foi provida em 8 de janeiro de 1715, tendo como capitão-mor Salvador Freire da Silva. Posteriormente, em 1723, Manoel Garcia foi nomeado o seu capitão-mor. Foi este capitão-mor da Aiuruoca quem informou ao governador Martinho Proença, em 16 de junho de 1737, sobre os descobertos de ouro na Campanha do Rio verde, segundo as informações de José de Barros.
A presença do Pe. João Faria Fialho, em Aiuruoca, ocorreu no ínterim de 1694-1698. Em 29 de dezembro de 1711, foi batizado em Aiuruoca:José Ponce Diniz, futuro padre Ponce da Diocese de s. Paulo, que trabalhou em Nossa Senhora do Livreamento-MT (1777-1778) e em Cáceres-MT (1779-1784), onde foi Juiz Eclesiástico e Delegado de Polícia.
Elevou-se a paróquia em novembro de 1717, tendo, como seu primeiro vigário, o padre Manuel Rebelo (1718-1725), e na sequência: Pe. Francisco leite Lobo (1726-1729), Pe. Inocêncio de Araújo Meneses (1730-1737), Pe. José Matol de Miranda (1737-1741), Pe. João de Sousa Lobato (1741), Pe. Luís Alvares Fernandes (1741), o músico e compositor sacro Pe. Faustino do Prado Xavier (1741-1746), Pe. Dr. José de Sousa Barreto e Pe Manuel Afonso (1746), Pe. Manuel Caetano de Figueiredo (1746-1747), Pe. Manuel da Fonseca (1747-1748), Pe. Manuel Machado Falcão (1748-1749), Pe. Francisco de Siqueira Campos (1749-1752), Pe. Dr. Inácio José de Sousa (1752-1767), Juiz Eclesiástico e primeiro pároco colado e seguem sem interrupção os párocos até hoje. As extensões territoriais da Freguesia da Aiuruoca eram enormes, de cuja divisão posteriormente, foram criadas várias outras paróquias e capelas.
São elas:
- Nossa Senhora do Bom Sucesso dos Serranos – 29 de julho de 1725.
- Nossa Senhora do Rosário da Alagoa da Aiuruoca– 1730, confirmada em 1752.
- São Miguel do Cajuru – antes de 1741.
- Capela Sant'Ana da Guapiara – 1730, confirmada em 1752
- Capela Nossa Senhora da Conceição do Varadouro – 24 de agosto de 1748.
- Nossa Senhora da Conceição do Porto do turvo – 4 de janeiro de 1752.
- Bom Jesus do Livramento – 11 de abril de 1772, confirmada em 1814.
- São Vicente Ferrer – 1797, confirmada em 17 de fevereiro de 1814.
- Nossa Senhora do Rosário da Bocaina – 1830.

Por Alvará Régio de 16 de fevereiro de 1724 foi criado o Distrito Judiciário de Aiuruoca, subordinado à Comarca do Rio das Mortes.
É importante assinalar que, em 1733, encontra-se, em Aiuruoca, Simão da Cunha Gago, filho do Tenente Coronel Simão da Cunha Gago um dos cabos da Bandeira de Fernão Dias Paes Leme; dizem que ele erigiu uma Capela dedicada a nossa Senhora. Simão da Cunha Gago Filho juntamente com vários aiuruocanos fazendo-se acompanhar, em sua comitiva, do Padre Felipe Teixeira Pinto (capelão da Alagoa da Aiuruoca) levando consigo uma imagem da Conceição, desceram a serra desbravando matas, atravessando campos e rios chegaram a um promontório, na margem esquerda do rio Paraíba, onde fincaram bandeira e fundaram a cidade de Rezende, em 1744.
Em 1764, Aiuruoca foi visitada pelo governador Luís Diogo e pelo doutor Cláudio Manuel da Costa, inconfidente mineiro então secretário do governo, na tentativa de conter os contrabandistas e os desvios do fisco real.
No Brasil Colônia, as Freguesias (Paróquias) tinham suas circunscrições político-administrativas e elegiam suas representações para as vereanças nas Sedes das Comarcas. Este sistema mudou em 1 de outubro de 1828, quando D. Pedro I criou a Municipalidade. Portando, até 1828, as cidades eram somente as sedes Episcopais, as Vilas: sedes de Comarcas e as Freguesias: sedes paroquiais. De 1828 a 1889, havia as eleições Paroquias.
A Freguesia de Aiuruoca passou à categoria de Vila em 14 de agosto de 1834. E por mais de 150 anos foi Comarca Eclesiástica, as vezes com os poderes: religioso, civil e criminal.
Quando o ouro se esgotou, os moradores se dedicaram à criação de gado leiteiro e à agricultura. Tendo como pano de fundo a Serra dos Papagaios, onde se encontra a Estação Ecológica Serra dos Papagaios, é um município privilegiado pela beleza natural e sua história.
Na cultura aiuruocana, destacam-se o Museu Municipal Doutor Júlio Arantes Sanderson de Queirós, as festas religiosas, destacando-se a Semana Santa de Aiuruoca celebrada desde o início da Comunidade, reestruturada desde 1726 e é tombada como patrimônio histórico municipal em novembro de 2010.

## Geografia
- Localização: Sul de Minas

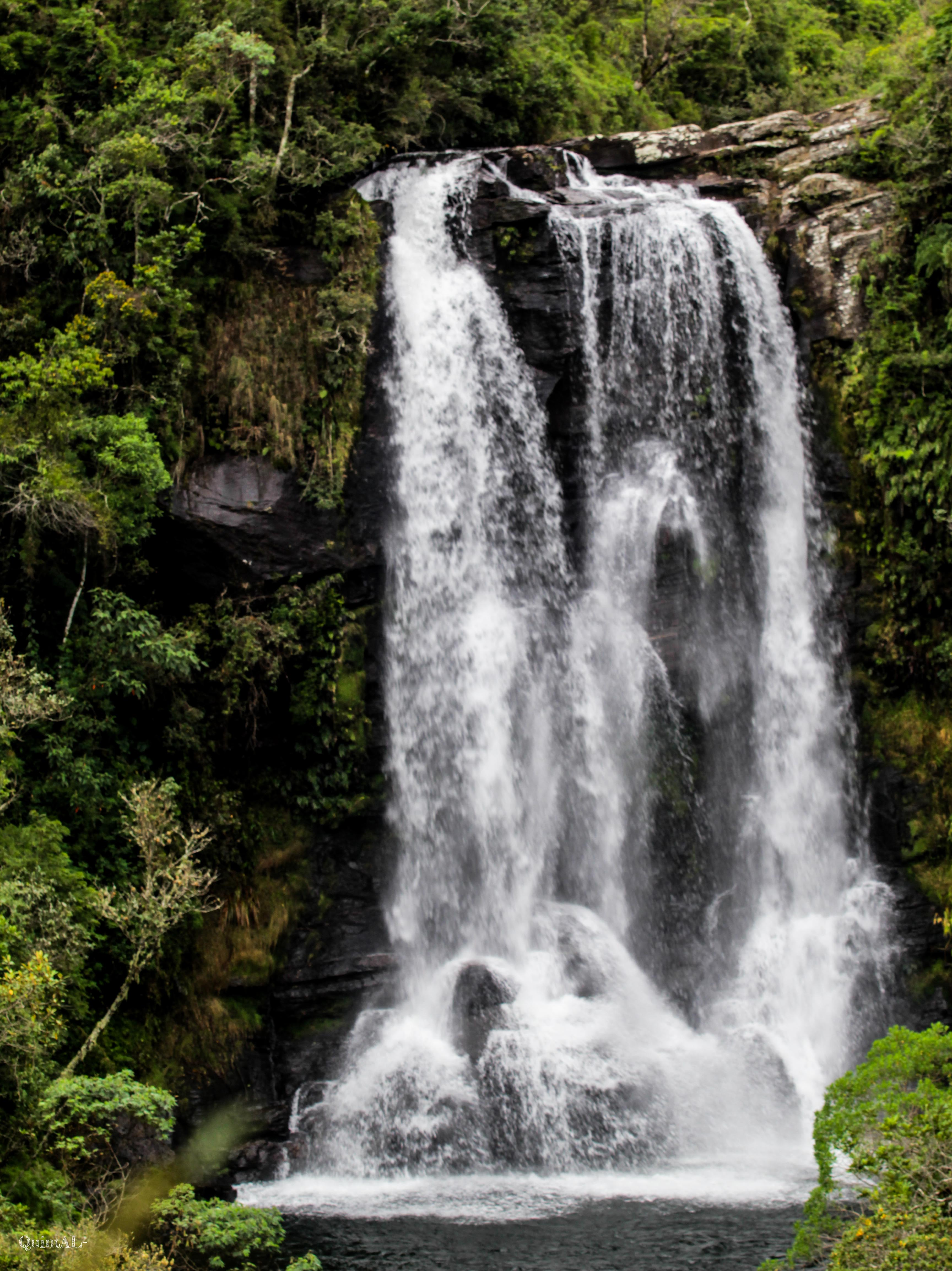
Cachoeira dos Garcias

- Circuito Turístico: Terras Altas da Mantiqueira.[14]
- Área do Município: 651,8 km²
- Relevo: bastante movimentado, registra 40% de terrenos acidentados, 55% de terrenos ondulados e apenas 5% de terrenos planos. O município localiza-se numa área de transição entre o Planalto de Cruzília, ao norte, e a região da Mantiqueira, ao sul. A região do Planalto de Cruzília caracteriza-se por colinas e vales de fundo plano, e a região da Mantiqueira, por cristas e vertentes íngremes, com vales encaixados.[carece de fontes?]
- Quadro natural: Aiuruoca situa-se numa área de rochas ígneas ácidas, representadas por granitos de granulação fina e grosseira, localmente poríficas. Registram-se ocorrências de granada, titânio, calcário e fosfato.
- Altitude média: gira em torno de 1000 metros. As encostas mais elevadas localizam-se ao sul (Morro da Mitra do Bispo, com 2.149 m) e a sudoeste (Pico da Bandeira, com 2.357 m). O Pico do Papagaio tem 2.105 metros de altitude, e o Retiro dos Pedros, 2.200 metros. A cidade está a 989 metros de altitude.
- Clima: corresponde, na classificação de Köppen, ao tipo Cwb (tropical de altitude de verões suaves). A média de temperatura anual é de 17,9°C, sendo a média de temperatura do mês mais frio (julho) de 15°C e a dos meses mais quentes (janeiro, fevereiro e dezembro) de 19,5°C.[15]
- Vegetação: A floresta tropical subcaducifólia, vegetação primitiva predominante na região, encontra-se preservada apenas nas encostas, nos topos das serras e ao longo dos cursos d'água, formando galerias. Bosque de Araucárias, Mata Atlântica, vegetação de campo, campos rupestres ou de altitude completam o quadro florístico do município.
- Rede de drenagem: bem distribuída, faz parte da bacia do Rio Grande. O Rio Aiuruoca (cuja nascente é a mais alta do País, com 2.450 metros de altitude e localizada no Pico das Agulhas Negras) tem o curso no sentido sul-norte, banhando a sede municipal. Seus principais afluentes são os ribeirões do Tamanduá, da Água Preta e do Papagaio além do Córrego dos Nogueiras e o Córrego do Cangalha. O Rio Angaí, que percorre as áreas, central e norte do município, tem como tributários principais o Ribeirão das Posses e o Ribeirão do Maia.
- Precipitação média anual: 1533 mm. O período mais chuvoso corresponde aos meses de novembro, dezembro, janeiro e fevereiro, enquanto as menores precipitações ocorrem em maio, junho, julho e agosto.[15]
- Densidade demográfica: 9,95 hab/km².
- Temperatura média anual: 17,9 graus centígrados.[15]
- Localiza-se dentro dos limites do Parque Estadual da Serra do Papagaio e da Área de Proteção Ambiental da Mantiqueira, a qual é parte da Reserva da Biosfera da Mata Atlântica, reconhecida pela Unesco.[16]

## Política
- Prefeito: Érlisson Vítor Lopes (2021-2024)
- Vice-prefeito: Ivairzinho (2021-2024)

## Turismo
Aiuruoca integra o circuito turístico Terras Altas da Mantiqueira. O acesso à sede do município é feito pela rodovia AMG-1035 a partir do entroncamento com a BR-267.
- Atrativos Naturais[19]
- Picos - são vários picos com altitudes que variam de 1.300 metros a 2.357 metros de altitude.
- Cachoeiras - são mais de 85 sendo que cerca de 40 são visitadas constantemente e impressionam por sua beleza.
- Atrativos Culturais[20]
- Igreja Matriz de Nossa Senhora da Conceição - datada de 1726, com antigos altares de madeira.
- Antiga Estação Ferroviária de Aiuruoca - datada de 1911, pertencente à antiga Rede Mineira de Viação. Foi desativada em 1979 e desde 2002, se encontra reformada e restaurada.[21]
- Guias[22]
- Roteiros de Passeios[22] - são inúmeros e atendem a todos os públicos. Agências de turismo locais oferecem vários serviços, inclusive com opções de pacotes All Inclusive (Tudo incluso).
- Esportes de Aventura - rapel, canyoning, escalada, tirolesa, rapel guiado, off-road, mountain bike, mini-rafting, rafting, boia cross.

## Filhos ilustres
- Isis Valverde
- Júlio Sanderson